# Neolophonotus wiedemanni
Neolophonotus wiedemanni là một loài ruồi trong họ Asilidae. Neolophonotus wiedemanni được Londt miêu tả năm 1988. Loài này phân bố ở vùng nhiệt đới châu Phi.